# Itinéraire complémentaire 3 (Portugal)
L'IC3 est une voie rapide de 4 km sans profil autoroutier qui relie la  N 365  à proximité de Entroncamento à l' et à l' à proximité de Atalaia.

Voir le tracé de l'IC3 sur GoogleMaps

## Itinéraire
| Sorties | Villes                               |
| ------- | ------------------------------------ |
|         | Direction Golegã N 365               |
| Sortie  | Entroncamento Vila Nova da Barquinha |
|         | Torres Novas Abrantes                |
|         | Direction Tomar                      |